# Norops garmani
Norops garmani este o specie de șopârle din genul Norops, familia Polychrotidae, descrisă de Stejneger 1899. Conform Catalogue of Life specia Norops garmani nu are subspecii cunoscute.